# Crysis Warhead
『クライシス ウォーヘッド』（Crysis WARHEAD）は、ドイツのCrytekが開発し、エレクトロニック・アーツより発売されている一人称視点シューティングゲーム（FPS）。
前作『Crysis』のスピンオフ作品であり、物語は前作の途中から始まる。

## あらすじ
アルファ中隊と合流したサイコは、VTOLで移動中に攻撃を受け不時着してしまう。
そこでサイコは北朝鮮が捕獲したエイリアンを発見する。
JSOCのエマーソン中佐からの指令により、サイコは北朝鮮が捕獲したエイリアンの奪取任務に就く。

## 前作との相違
既存の武器はWarhead仕様のスキンが適用されているほか、
新武器として両手で扱う事が可能なSMG、AY-69と瑠弾発射器FGL-40、クレイモア、地雷などが追加された。
備付機関銃の種類が増え、ミニガンまたは機関砲を搭載した装甲偵察車両が追加。
物語後半ではリーダー格となる赤いエイリアンが登場する。

## 主な登場人物
サイコ（Michael Sykes）（声：武虎）
今作の主人公。ラプター・チームのメンバー。階級は軍曹。イギリス人。コーカソイド。
ショーン・オニール（Sean O'Neill）（声：間宮康弘）
アメリカ海軍第86戦闘攻撃飛行隊（VFA-86）に所属するF-35戦闘機のパイロット。コーカソイド。
エマーソン（Commander Emerson）（声：榊原良子）
デルタ・フォースを統括するJSOCのオペレーター。階級は中佐。
リー大佐（Colonel Lee）（声：中田譲治）
北朝鮮軍の指揮官。ナノスーツを着用している。
ノーマッド（Jake dunn）
前作の主人公。ラプター・チームのメンバー。海兵隊中尉。人種は不明。
本作では主人公のサイコと別行動をとっているため、作中では名前しかでてこない。
プロフェット（Laurence Barnes）
ラプター・チームの隊長。階級は大尉。ネグロイド。
前作序盤で行方不明となっており、作中では名前しかでてこない。